# MSV Yorck Boyen Insterburg
MSV Yorck Boyen Insterburg was een Duitse voetbalclub uit Insterburg Oost-Pruisen, dat tegenwoordig Tsjernjachovsk heet en tot Rusland behoort.

## Geschiedenis
De club werd in 1921 opgericht als SV Yorck Insterburg en werd vernoemd naar de Pruisische generaal Ludwig Yorck von Wartenburg. In 1924 werd de club kampioen in de tweede klasse van de Bezirksliga Insterburg-Gumbinnen en promoveerde zo naar de hoogste klasse, een voorronde van de Oost-Pruisische competitie. Na een zesde plaats in het eerste seizoen werd de club derde in 1926. Na dit seizoen werden de Bezirksliga's afgevoerd en vervangen door de Ostpreußenliga, waar de club zich niet voor kwalificeerde. Na vier seizoenen werd deze competitie ook afgevoerd en kwamen er drie Bezirksliga's. Yorck ging in de Bezirksliga Nord spelen. Door de strenge winters in het Baltische gebied werd de competitie van 1932/33 in 1931 al begonnen en de geplande competitie van 1933/34 al in 1932. Nadat de NSDAP aan de macht kwam werd de competitie door heel Duitsland grondig geherstructureerd. De Gauliga Ostpreußen werd ingevoerd en het seizoen 1933/34, dat al begonnen was werd niet voltooid. Wel werd op basis van die eindrangschikking het aantal teams voor de Gauliga bepaald. Uit de Bezirksliga Nord plaatsten zich drie teams en Yorck was als eerste geëindigd en bijgevolg gekwalificeerd. In het eerste seizoen werd de club tweede in zijn groep achter Hindenburg Allenstein. Na dit seizoen fuseerde de club met Militär SV von Boyen 1923 Tilsit, vernoemd naar generaal Hermann von Boyen, en werd toen MSV Yorck Boyen Insterburg.
In het eerste seizoen werd de club meteen groepswinnaar. In de finale veegde de club de vloer aan met SV Prussia-Samland Königsberg en won met 5-1 thuis. De terugwedstrijd verloren ze met 2-1, maar ze werden zo wel kampioen waardoor ze zich plaatsten zich voor de eindronde om de Duitse landstitel. In een groep met PSV Chemnitz, Hertha BSC en Vorwärtz RaSpo Gleiwitz werd de club laatste.
Na dit seizoen werd de competitie hervormd. De Bezirksklasse, de tweede klasse, de voorronde van de Gauliga, waarin alle clubs uit de Gauliga en de beste tweedeklassers van het jaar ervoor speelden. De top twee van elke divisie plaatste zich voor de eigenlijke Gauliga. De club werd eerste en plaatste zich dus voor de Gauliga, maar hier werden ze tweede in hun groep achter Hindenburg Allenstein. Het volgende seizoen werd de club weer kampioen en werd ook groepswinnaar van groep 2 in de eindronde en speelde de finale tegen Hindenburg Allenstein. Na een 0-0 kreeg de club een 7-0 pandoering en verloor de titel.
In 1937/38 werd de club voor de vierde keer op rij kampioen en werd ook groepswinnaar. In de finale versloeg de club BuEV Danzig en plaatste zich voor de tweede keer voor de nationale eindronde. In een zware groep met Hamburger SV, Eintracht Frankfurt en Stettiner SC verloor de club alle zes de wedstrijden.
Het volgende seizoen kwam er een Gauliga die bestond uit één reeks van tien clubs, waarvoor de club uiteraard geplaatst was. Deze keer werd de club echter voorlaatste. Na dit seizoen brak de Tweede Wereldoorlog uit en kon de legerclub niet meer verder spelen.

## Erelijst
Gauliga Ostpreußen
1935, 1938